# Campeonato Mundial de Atletismo de 2007 - Salto em distância masculino
O salto em distância masculino no Campeonato Mundial de Atletismo de 2007 foi realizada no Estádio Nagai, em Osaka, no Japão, entre os dias 29 a 30 de agosto de 2007.

## Recordes
Antes desta competição, os recordes mundiais e do campeonato nesta prova eram os seguintes:
| Tipo                  | Atleta      | Distância | Local  | Data                 |
| --------------------- | ----------- | --------- | ------ | -------------------- |
|                       | Mike Powell | 8.95      | Tóquio | 30 de agosto de 1991 |
| Recorde do campeonato | Mike Powell | 8.95      | Tóquio | 30 de agosto de 1991 |

## Medalhistas
| Ouro                  | Prata             | Bronze                |
| Irving Saladino (PAN) | Andrew Howe (ITA) | Dwight Phillips (USA) |

## Calendário
Todos os horários estão no horário local (UTC+9)
| Data         | Horário | Fase         |
| ------------ | ------- | ------------ |
| 29 de agosto | 10:20   | Qualificação |
| 30 de agosto | 20:40   | Final        |

## Resultados

### Qualificação
Qualificação: 8,15 m (Q) ou as 12 melhores performances (q).
Grupo A
| Pos. | Atleta                      | Nacionalidade   | 1    | 2    | 3    | Marca | Notas |
| ---- | --------------------------- | --------------- | ---- | ---- | ---- | ----- | ----- |
| 1    | Dwight Phillips             | Estados Unidos  | 8.22 |      |      | 8.22  | Q     |
| 2    | Christian Reif              | Alemanha        | 7.95 | 7.44 | 8.19 | 8.19  | Q,    |
| 3    | Andrew Howe                 | Itália          | X    | 8.17 |      | 8.17  | Q     |
| 4    | Irving Saladino             | Panamá          | X    | 8.13 | X    | 8.13  | q     |
| 5    | Olexiy Lukashevych          | Ucrânia         | 8.11 | X    | −    | 8.11  | q     |
| 6    | Hussein Taher Al-Sabee      | Arábia Saudita  | 7.82 | X    | 8.01 | 8.01  | q,    |
| 7    | Trevell Quinley             | Estados Unidos  | 6.03 | 7.65 | 7.99 | 7.99  | q     |
| 8    | Arnaud Casquette            | Ilhas Maurícias | 7.65 | 7.93 | 7.73 | 7.93  |       |
| 9    | Nikolay Atanasov            | Bulgária        | 7.89 | 7.63 | 7.88 | 7.89  |       |
| 10   | Christopher Tomlinson       | Grã-Bretanha    | 7.89 | 7.80 | 7.64 | 7.89  |       |
| 11   | Mohamed Salman Al Khuwalidi | Arábia Saudita  | X    | 7.73 | 7.85 | 7.85  |       |
| 12   | Rogério Bispo               | Brasil          | X    | 5.63 | 7.74 | 7.74  |       |
| 13   | Li Runrun                   | China           | 7.66 | X    | 7.66 | 7.66  |       |
| 14   | Daisuke Arakawa             | Japão           | 7.62 | X    | X    | 7.62  |       |
| 15   | Morten Jensen               | Dinamarca       | X    | 7.53 | X    | 7.53  |       |
| 16   | Louis Tristán               | Peru            | 7.51 | 7.37 |      | 7.51  |       |

Grupo B
| Pos. | Atleta                 | Nacionalidade  | 1    | 2    | 3    | Marca | Notas                |
| ---- | ---------------------- | -------------- | ---- | ---- | ---- | ----- | -------------------- |
| 1    | Godfrey Khotso Mokoena | África do Sul  | 8.10 | 7.96 | 8.28 | 8.28  | Q                    |
| 2    | James Beckford         | Jamaica        | 7.95 | 8.11 | 8.22 | 8.22  | Q                    |
| 3    | Ahmed Faiz Bin Marzouq | Arábia Saudita | 8.12 | 8.05 | 8.07 | 8.12  | q,                   |
| 4    | Miguel Pate            | Estados Unidos | 8.10 | 7.84 | X    | 8.10  | q                    |
| 5    | Ndiss Kaba Badji       | Senegal        | 8.02 | 7.66 | 8.04 | 8.04  | q                    |
| 6    | Marcin Starzak         | Polónia        | 7.75 | 7.84 | 7.92 | 7.92  |                      |
| 7    | Issam Nima             | Argélia        | 7.88 | X    | X    | 7.88  |                      |
| 8    | Ruslan Gataullin       | Rússia         | X    | 7.71 | 7.83 | 7.83  |                      |
| 9    | Gable Garenamotse      | Botswana       | 7.77 | 7.59 | X    | 7.77  |                      |
| 10   | Greg Rutherford        | Grã-Bretanha   | X    | 7.77 | X    | 7.77  |                      |
| 11   | Zhang Xiaoyi           | China          | X    | 7.67 | 7.74 | 7.74  |                      |
| 12   | Yahya Berrabah         | Marrocos       | X    | X    | 7.72 | 7.72  | Recorde da temporada |
| 13   | Chris Noffke           | Austrália      | X    | 7.54 | X    | 7.54  |                      |
| 14   | Hatem Mersal           | Egito          | 7.24 | 7.42 | 7.24 | 7.42  |                      |
|      | Walter Davis           | Estados Unidos | X    | X    | X    | NM    |                      |
|      | Nelson Évora           | Portugal       |      |      |      | DNS   |                      |

### Final
A final ocorreu dia 30 de agosto às 20:40.
| Pos.              | Atleta                 | Nacionalidade  | Tentativas | Tentativas | Tentativas | Tentativas | Tentativas | Tentativas | Marca | Notas                |
| Pos.              | Atleta                 | Nacionalidade  | 1          | 2          | 3          | 4          | 5          | 6          | Marca | Notas                |
| ----------------- | ---------------------- | -------------- | ---------- | ---------- | ---------- | ---------- | ---------- | ---------- | ----- | -------------------- |
| Medalha de ouro   | Irving Saladino        | Panamá         | X          | 8.30       | 8.46       | X          | X          | 8.57       | 8.57  | Recorde da América   |
| Medalha de prata  | Andrew Howe            | Itália         | X          | 8.13       | X          | 8.12       | 8.20       | 8.47       | 8.47  | Recorde nacional     |
| Medalha de bronze | Dwight Phillips        | Estados Unidos | 8.30       | X          | X          | 8.02       | X          | 8.22       | 8.30  |                      |
| 4                 | Olexiy Lukashevych     | Ucrânia        | X          | 8.17       | X          | 8.05       | 8.13       | 8.25       | 8.25  | Recorde da temporada |
| 5                 | Godfrey Khotso Mokoena | África do Sul  | 7.98       | 7.86       | 8.19       | 8.18       | 8.15       | 8.19       | 8.19  |                      |
| 6                 | James Beckford         | Jamaica        | 8.09       | 8.03       | 8.00       | 8.17       | 8.17       | X          | 8.17  |                      |
| 7                 | Ndiss Kaba Badji       | Senegal        | 7.90       | 8.01       | X          | 7.90       | X          | 7.64       | 8.01  |                      |
| 8                 | Ahmed Faiz             | Arábia Saudita | X          | 7.98       | 7.70       | X          | —          | X          | 7.98  |                      |
|                   |                        |                |            |            |            |            |            |            |       |                      |
| 9                 | Christian Reif         | Alemanha       | 7.86       | 7.77       | 7.95       |            |            |            | 7.95  |                      |
| 10                | Miguel Pate            | Estados Unidos | X          | 7.73       | 7.94       |            |            |            | 7.94  |                      |
| 11                | Hussein Al-Sabee       | Arábia Saudita | 7.71       | 7.30       | 7.84       |            |            |            | 7.84  |                      |
| —                 | Trevell Quinley        | Estados Unidos | X          | X          | X          |            |            |            | NM    |                      |

Legenda
| Recorde mundial       | Recorde mundial (World record)               |                       | Recorde africano                      | Recorde africano (African) |                                           | Q | Classificado por posição (Qualified) |
| Recorde do campeonato | Recorde do campeonato (Championship record)  | Recorde da América    | Recorde da América (Americas)         | q                          | Classificado por melhor tempo (Qualified) |   |                                      |
| Melhor marca do ano   | Melhor marca do ano (World leading)          | Recorde asiático      | Recorde asiático (Asian)              | DNS                        | Não largou (Did not start)                |   |                                      |
| Recorde nacional      | Recorde nacional (National record)           | Recorde europeu       | Recorde europeu (European)            | DNF                        | Não terminou (Did not finish)             |   |                                      |
| Recorde pessoal       | Recorde pessoal do atleta (Personal best)    | Recorde da Oceania    | Recorde da Oceania (Oceania)          | DSQ / DQ                   | Desclassificado (Disqualified)            |   |                                      |
| Recorde da temporada  | Recorde da temporada do atleta (Season best) | Recorde sul-americano | Recorde sul-americano (South America) | NM                         | Sem marca (No mark)                       |   |                                      |